# Mohamed Buya Turay
Mohamed Buya Turay, né le 10 janvier 1995 à Freetown au Sierra Leone, est un footballeur international sierra-léonais. Il évolue au poste d'attaquant au Katmandou Rayzrs.

## Palmarès
- Vice-champion de Suède de D2 en 2016 avec l'AFC Eskilstuna